# Grand Prix Portugalska 2020
Grand Prix Portugalska 2020 (oficiálně Formula 1 Heineken Grande Prémio de Portugal 2020) se jela na okruhu Algarve International Circuit v Algarve v Portugalsku dne 25. října 2020. Závod byl dvanáctým v pořadí v sezóně 2020 šampionátu Formule 1.

## Kvalifikace
| Poř.                       | No. | Jezdec             | Konstruktér               | Časy v kvalifikaci | Časy v kvalifikaci | Časy v kvalifikaci | Pořadí na startu |
| Poř.                       | No. | Jezdec             | Konstruktér               | Q1                 | Q2                 | Q3                 | Pořadí na startu |
| -------------------------- | --- | ------------------ | ------------------------- | ------------------ | ------------------ | ------------------ | ---------------- |
| 1                          | 44  | Lewis Hamilton     | Mercedes                  | 1:16.828           | 1:16.824           | 1:16.652           | 1                |
| 2                          | 77  | Valtteri Bottas    | Mercedes                  | 1:16.945           | 1:16.466           | 1:16.754           | 2                |
| 3                          | 33  | Max Verstappen     | Red Bull Racing-Honda     | 1:16.879           | 1:17.038           | 1:16.904           | 3                |
| 4                          | 16  | Charles Leclerc    | Ferrari                   | 1:17.421           | 1:17.367           | 1:17.090           | 4                |
| 5                          | 11  | Sergio Pérez       | Racing Point-BWT Mercedes | 1:17.370           | 1:17.129           | 1:17.223           | 5                |
| 6                          | 23  | Alexander Albon    | Red Bull Racing-Honda     | 1:17.435           | 1:17.411           | 1:17.437           | 6                |
| 7                          | 55  | Carlos Sainz Jr.   | McLaren-Renault           | 1:17.627           | 1:17.183           | 1:17.520           | 7                |
| 8                          | 4   | Lando Norris       | McLaren-Renault           | 1:17.547           | 1:17.321           | 1:17.525           | 8                |
| 9                          | 10  | Pierre Gasly       | AlphaTauri-Honda          | 1:17.209           | 1:17.367           | 1:17.803           | 9                |
| 10                         | 3   | Daniel Ricciardo   | Renault                   | 1:17.621           | 1:17.481           | Bez času           | 10               |
| 11                         | 31  | Esteban Ocon       | Renault                   | 1:17.775           | 1:17.614           |                    | 11               |
| 12                         | 18  | Lance Stroll       | Racing Point-BWT Mercedes | 1:17.667           | 1:17.626           |                    | 12               |
| 13                         | 26  | Daniil Kvjat       | AlphaTauri-Honda          | 1:17.841           | 1:17.728           |                    | 13               |
| 14                         | 63  | George Russell     | Williams-Mercedes         | 1:17.931           | 1:17.788           |                    | 14               |
| 15                         | 5   | Sebastian Vettel   | Ferrari                   | 1:17.446           | 1:17.919           |                    | 15               |
| 16                         | 7   | Kimi Räikkönen     | Alfa Romeo Racing-Ferrari | 1:18.201           |                    |                    | 16               |
| 17                         | 99  | Antonio Giovinazzi | Alfa Romeo Racing-Ferrari | 1:18.323           |                    |                    | 17               |
| 18                         | 8   | Romain Grosjean    | Haas-Ferrari              | 1:18.364           |                    |                    | 18               |
| 19                         | 20  | Kevin Magnussen    | Haas-Ferrari              | 1:18.508           |                    |                    | 19               |
| 20                         | 6   | Nicholas Latifi    | Williams-Mercedes         | 1:18.777           |                    |                    | 20               |
| 107% času vítěze: 1:22.205 |     |                    |                           |                    |                    |                    |                  |
| Zdroj:                     |     |                    |                           |                    |                    |                    |                  |

## Závod
| Poř.                                                                | No. | Jezdec             | Konstruktér               | Počet kol | Čas/Odstoupení      | Pořadí na startu | Body |
| ------------------------------------------------------------------- | --- | ------------------ | ------------------------- | --------- | ------------------- | ---------------- | ---- |
| 1                                                                   | 44  | Lewis Hamilton     | Mercedes                  | 66        | 1:29:56.828         | 1                | 26   |
| 2                                                                   | 77  | Valtteri Bottas    | Mercedes                  | 66        | +25.592             | 2                | 18   |
| 3                                                                   | 33  | Max Verstappen     | Red Bull Racing-Honda     | 66        | +34.508             | 3                | 15   |
| 4                                                                   | 16  | Charles Leclerc    | Ferrari                   | 66        | +1:05.312           | 4                | 12   |
| 5                                                                   | 10  | Pierre Gasly       | AlphaTauri-Honda          | 65        | +1 kolo             | 9                | 10   |
| 6                                                                   | 55  | Carlos Sainz Jr.   | McLaren-Renault           | 65        | +1 kolo             | 7                | 8    |
| 7                                                                   | 11  | Sergio Pérez       | Racing Point-BWT Mercedes | 65        | +1 kolo             | 5                | 6    |
| 8                                                                   | 31  | Esteban Ocon       | Renault                   | 65        | +1 kolo             | 11               | 4    |
| 9                                                                   | 3   | Daniel Ricciardo   | Renault                   | 65        | +1 kolo             | 10               | 2    |
| 10                                                                  | 5   | Sebastian Vettel   | Ferrari                   | 65        | +1 kolo             | 15               | 1    |
| 11                                                                  | 7   | Kimi Räikkönen     | Alfa Romeo Racing-Ferrari | 65        | +1 kolo             | 16               |      |
| 12                                                                  | 23  | Alexander Albon    | Red Bull Racing-Honda     | 65        | +1 kolo             | 6                |      |
| 13                                                                  | 4   | Lando Norris       | McLaren-Renault           | 65        | +1 kolo             | 8                |      |
| 14                                                                  | 63  | George Russell     | Williams-Mercedes         | 65        | +1 kolo             | 14               |      |
| 15                                                                  | 99  | Antonio Giovinazzi | Alfa Romeo Racing-Ferrari | 65        | +1 kolo             | 17               |      |
| 16                                                                  | 20  | Kevin Magnussen    | Haas-Ferrari              | 65        | +1 kolo             | 19               |      |
| 17                                                                  | 8   | Romain Grosjean    | Haas-Ferrari              | 65        | +1 kolo             | 18               |      |
| 18                                                                  | 6   | Nicholas Latifi    | Williams-Mercedes         | 64        | +2 kola             | 20               |      |
| 19                                                                  | 26  | Daniil Kvjat       | AlphaTauri-Honda          | 64        | +2 kola             | 13               |      |
| Ret                                                                 | 18  | Lance Stroll       | Racing Point-BWT Mercedes | 51        | Poškození po kolizi | 12               |      |
| Nejrychlejší kolo: Lewis Hamilton (Mercedes) – 1:18.750 (v kole 63) |     |                    |                           |           |                     |                  |      |
| Zdroj:                                                              |     |                    |                           |           |                     |                  |      |

Poznámky
1. ↑  Lewis Hamilton získal jeden bod za zajetí nejrychlejšího kola.
2. ↑  Romain Grosjean obdržel trest přičtení 5 sekund k času v cíli za překračování limitů trati.

## Průběžné pořadí po závodě
Pohár jezdců
|        | Pořadí | Jezdec           | Body |
| ------ | ------ | ---------------- | ---- |
|        | 1      | Lewis Hamilton   | 256  |
|        | 2      | Valtteri Bottas  | 179  |
|        | 3      | Max Verstappen   | 162  |
|        | 4      | Daniel Ricciardo | 80   |
| 4      | 5      | Charles Leclerc  | 75   |
| Zdroj: |        |                  |      |

Pohár konstruktérů
|        | Pořadí | Konstruktér           | Body |
| ------ | ------ | --------------------- | ---- |
|        | 1      | Mercedes              | 435  |
|        | 2      | Red Bull-Honda        | 226  |
|        | 3      | Racing Point-Mercedes | 126  |
|        | 4      | McLaren-Renault       | 124  |
|        | 5      | Renault               | 120  |
| Zdroj: |        |                       |      |